# Nediljko Labrović
Nediljko Labrović (Split, 1999. október 10. –) horvát válogatott labdarúgó, az Augsburg játékosa.

## Pályafutása

### Klubcsapatokban
A Glavice, a Hajduk Split, az Adriatic Split és a Junak Sinj korosztályos csapataiban nevelkedett. A Junak Sinj és a Šibenik után 2021. június 9-én négyéves szerződést írt a HNK Rijeka csapatával. Július 17-én mutatkozott be a bajnokságban a HNK Gorica ellen 2–0-ra megnyert találkozón. Július 22-én nemzetközi szinten is bemutatkozott az UEFA Konferencia Ligában a máltai Gżira United ellen.
2024. június 11-én jelentették be, hogy 2029. június 30-ig szóló szerződést kötött a német Augsburg csapatával.

### A válogatottban
Többszörös horvát korosztályos válogatott. 2022 júniusában már a kispadon lehetőséget kapott a felnőtt válogatottban, de pályára nem küldte Zlatko Dalić. 2022. október 31-én a 2022-es labdarúgó-világbajnokságra készülő bő 34 fős keretbe nevezte Dalić, de a szűkítés során már nem számított rá. 2024. március 26-án mutatkozott be Egyiptom ellen. Május 20-án bekerült Zlatko Dalić szövetségi kapitány a 2024-es labdarúgó-Európa-bajnokságra készülő 26 fős keretébe.